# Tréal
Tréal é uma comuna francesa na região administrativa da Bretanha, no departamento Morbihan. Estende-se por uma área de 19,21 km². Em 2010 a comuna tinha 665 habitantes (densidade: 34,6 hab./km²).